# Indian National Multi-Commodity Exchange
Die Indian National Multi-Commodity Exchange (NMCE) ist eine Warenbörse in Indien. Sie fusionierte 2017 mit der Indian Commodity Exchange (ICEX). Die kombinierte Börse ist Indiens drittgrößter Rohstoffmarkt und bietet Kontrakte für Öle und Ölsaaten, Kaffee, Kautschuk und Gewürze an. Sie liegt hier hinter der Multi-Commodity Exchange (MCX) und der National Commodity & Derivatives Exchange (NCDEX).

## Geschichte
Die National Multi Commodity Exchange of India Ltd. (NMCE) wurde am 26. November 2002 als Indiens erste demutualisierte Online-Warenbörse von einer Gruppe indischer Rohstoffunternehmen und öffentlicher Einrichtungen gegründet. Im Juli 2016 notierte die NMCE Futures-Kontrakte für insgesamt 13 verschiedene Rohstoffe, von Ölen und Ölsaaten über Kautschuk, Sackleinen, Rohjute, Kaffee, Isabgul-Samen, Kichererbsen, Pfeffer bis hin zu Kardamom.
Der indische Rohstoffmarkt erhielt 2009 einen vierten Konkurrenten, die Indian Commodity Exchange (ICEX), welche jedoch 2014 schließen musste. NMCE und ICEX vereinbarten im Juli 2017 eine Fusion. ICEX erhielt im Juli 2017 die behördliche Genehmigung zur Wiederaufnahme des Betriebs.